# Naf Karb
Naf Karb (arab. ناف كرب) – wieś w Syrii, w muhafazie Aleppo, w dystrykcie Ajn al-Arab. W 2004 roku liczyła 189 mieszkańców.